# European Open (golf)
European Open je bil golfski turnir serije European Tour. Prvič so ga priredili leta 1978, do leta 1994 so ga prirejali na različnih igriščih po Angliji, med drugim tudi na igriščih Sunningdale in Walton Heath, z izjemo leta 1979, ko je turnir potekal na golfišču Turnberry na Škotskem. Od 1995 do 2007 je turnir potekal na igrišču K Cluba v Straffanu, Irska. Prizorišče turnirja so nato znova zamenjali leta 2008, tedaj je novo prizorišče postalo igrišče London Golf Cluba blizu Sevenoaksa, Kent, Anglija. 
Turnir je bil zelo pomemben del serije European Tour, leta 2008 je bil nagradni sklad kar 2,4 milijona funtov. S tako visokim nagradnim skladom se je turnir tudi prebil v skupino največjih turnirjev golfa v Evropi, za turnirji major  in tremi turnirji Svetovnega prvenstva v golfu.

## Zmagovalci
| Leto                         | Zmagovalec            | Izid                  |
| Porsche European Open        | Porsche European Open | Porsche European Open |
| ---------------------------- | --------------------- | --------------------- |
| 2015                         | Thongchai Jaidee      |                       |
| European Open                |                       |                       |
| 2009                         | Christian Cévaër      | 281 (-7)              |
| 2008                         | Ross Fisher           | 268 (-20)             |
| Smurfit Kappa European Open  |                       |                       |
| 2007                         | Colin Montgomerie     | 269 (-11)             |
| 2006                         | Stephen Dodd          | 279 (-9)              |
| Smurfit European Open        |                       |                       |
| 2005                         | Kenneth Ferrie        | 285 (-3)              |
| 2004                         | Retief Goosen         | 275 (-13)             |
| 2003                         | Phillip Price         | 272 (-16)             |
| 2002                         | Michael Campbell      | 282 (-6)              |
| 2001                         | Darren Clarke         | 273 (-15)             |
| 2000                         | Lee Westwood          | 276 (-12)             |
| 1999                         | Lee Westwood          | 271 (-17)             |
| 1998                         | Mathias Grönberg      | 275 (-13)             |
| 1997                         | Per-Ulrik Johansson   | 267 (-21)             |
| 1996                         | Per-Ulrik Johansson   | 277 (-11)             |
| 1995                         | Bernhard Langer       | 280 (-8)PO            |
| European Open                |                       |                       |
| 1994                         | David Gilford         | 275 (-13)             |
| GA European Open             |                       |                       |
| 1993                         | Gordon Brand ml.      | 275 (-13)             |
| 1992                         | Nick Faldo            | 262 (-18)             |
| 1991                         | Mike Harwood          | 277 (-11)             |
| Panasonic European Open      |                       |                       |
| 1990                         | Peter Senior          | 267 (-13)             |
| 1989                         | Andrew Murray         | 277 (-11)             |
| 1988                         | Ian Woosnam           | 260 (-20)             |
| 1987                         | Paul Way              | 279 (-9)              |
| 1986                         | Greg Norman           | 269 (-11)PO           |
| 1985                         | Bernhard Langer       | 269 (-11)             |
| 1984                         | Gordon Brand, Jnr.    | 270 (-10)             |
| 1983                         | Isao Aoki             | 274 (-6)              |
| European Open Championship   |                       |                       |
| 1982                         | Manuel Piñero         | 266 (-14)             |
| Dixcel Tissues European Open |                       |                       |
| 1981                         | Graham Marsh          | 275 (-13)             |
| European Open Championship   |                       |                       |
| 1980                         | Tom Kite              | 284 (-8)              |
| 1979                         | Sandy Lyle            | 275 (-9)              |
| 1978                         | Bobby Wadkins         | 283 (-5)PO            |